# Gartenstadt Welheim

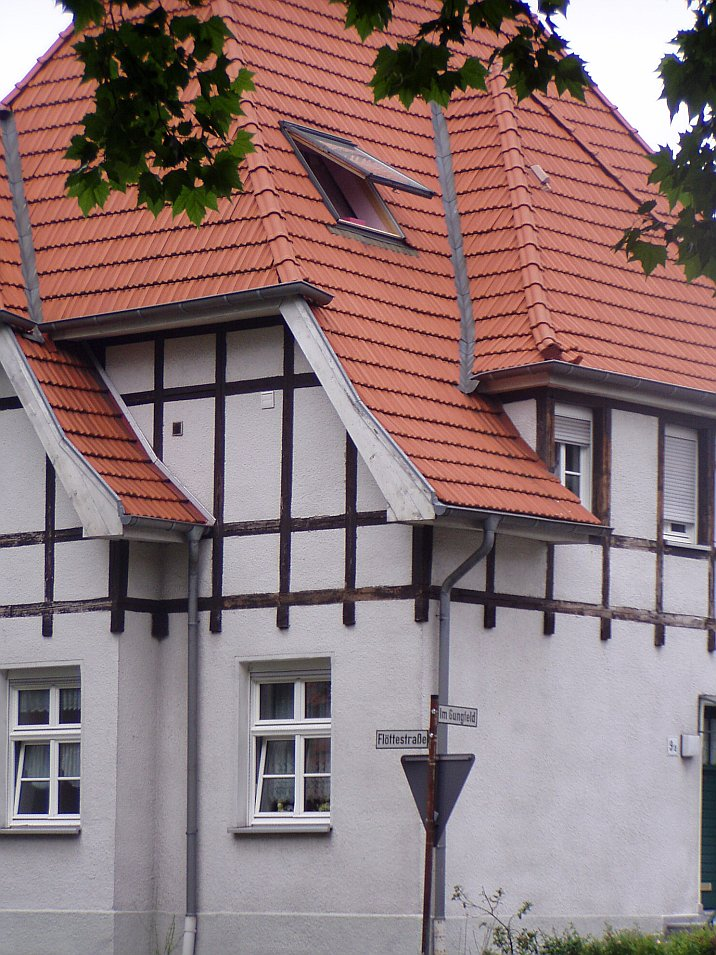
Renoviertes Wohnhaus in der für Welheim typischen Farbkombination

Die Gartenstadt Welheim ist eine Arbeitersiedlung in Bottrop im Ruhrgebiet.
Die Gartenstadt liegt im Stadtteil Welheim.
Die Gartenstadt wurde von 1914 bis 1923 für die Bergleute der Schachtanlage 1/2 der „Zeche Vereinigte Welheim“ errichtet. In der aus 650 Gebäuden bestehenden Siedlung leben heute etwa 2700 Einwohner und sie ist damit einer der größten und mit 40 verschiedenen Haustypen auch eine der vielfältigsten Arbeitersiedlungen im Ruhrgebiet. Die relativ großen Häuser verdecken, dass die einzelnen Wohnungen oft nur 35 m² groß waren. Jenseits der Grubenbahn entstand die Siedlung für Beamte mit größeren Wohneinheiten.
1931 endete die Förderung auf der „Zeche Vereinigte Welheim“ und die Zechenanlagen wurden zu einem Hydrierwerk umgebaut. Hierdurch änderte sich die Bevölkerungsstruktur der bis dahin reinen Bergarbeitersiedlung. Im Zweiten Weltkrieg wurde die zwischen Industrieanlagen gelegene Siedlung stark zerstört, fast ein Viertel der Häuser musste wieder neu aufgebaut werden.
Im Rahmen der IBA Emscherpark wurde die Siedlung modernisiert, die Wohnqualität durch Zusammenlegung von Wohnungen, Einbau von Bädern und Umstellung der Heizung gesteigert. Seit 1993 ist eine Denkmalbereichssatzung für die Siedlung wirksam. Heute ist die Gartenstadt Welheim Teil der Route der Industriekultur, die Mieterinitiative Welheim bietet Führungen an.

## Bilder

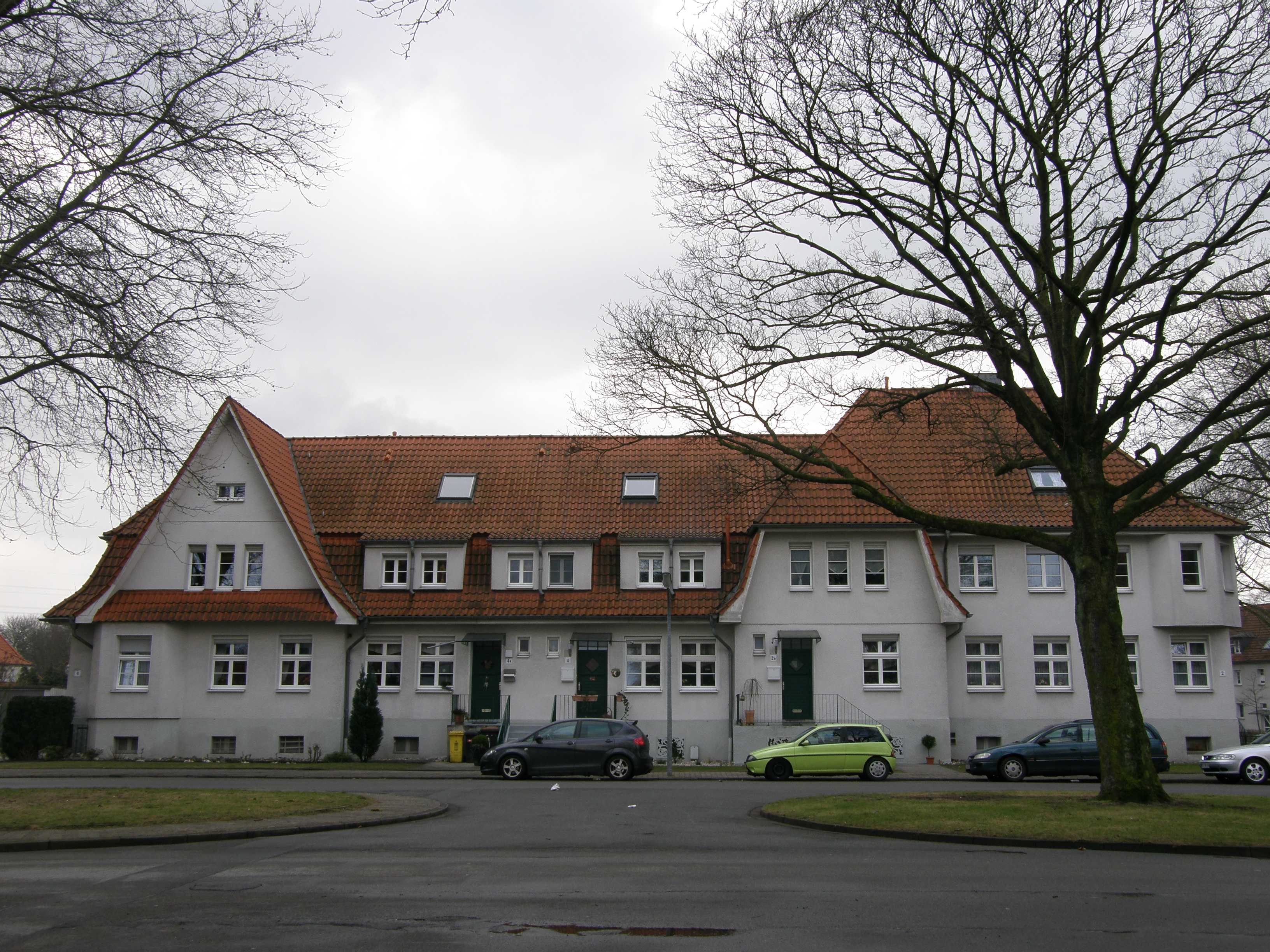
Größerer Baukörper mit mehreren Eingängen von vorne und von der Seite
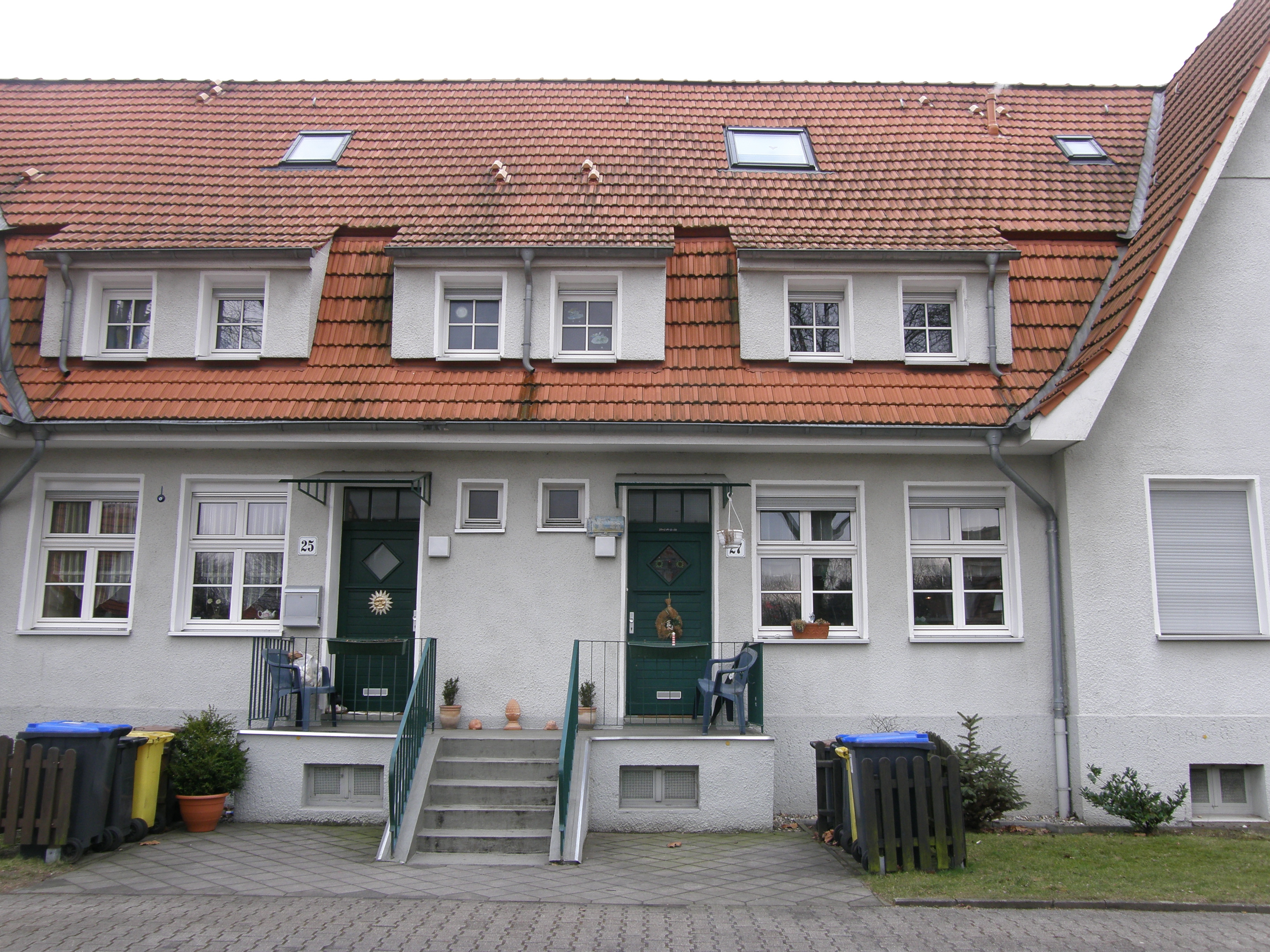
Eingänge von vorne, Schleppgauben
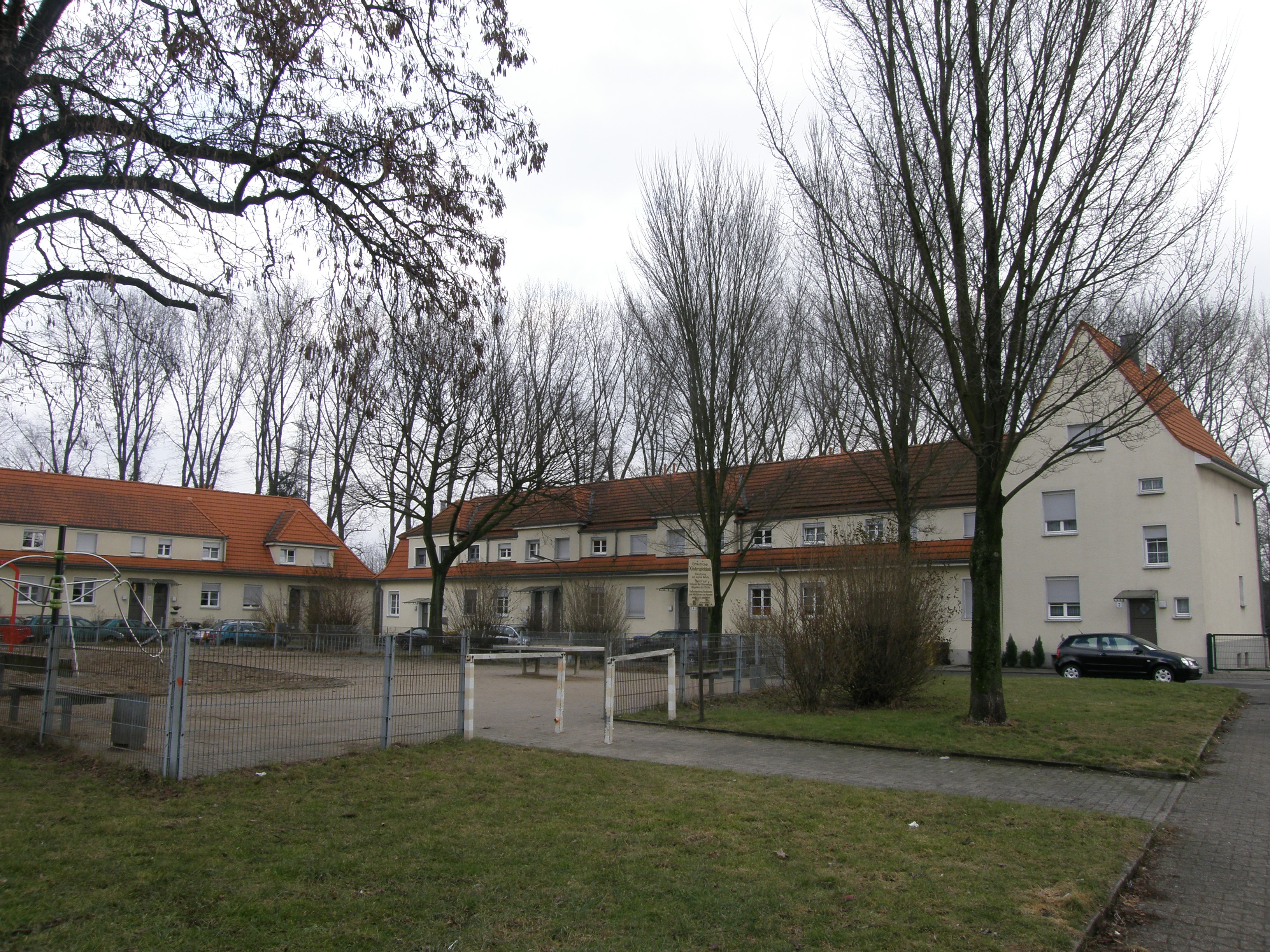
Spielplatz und Sozialgebäude
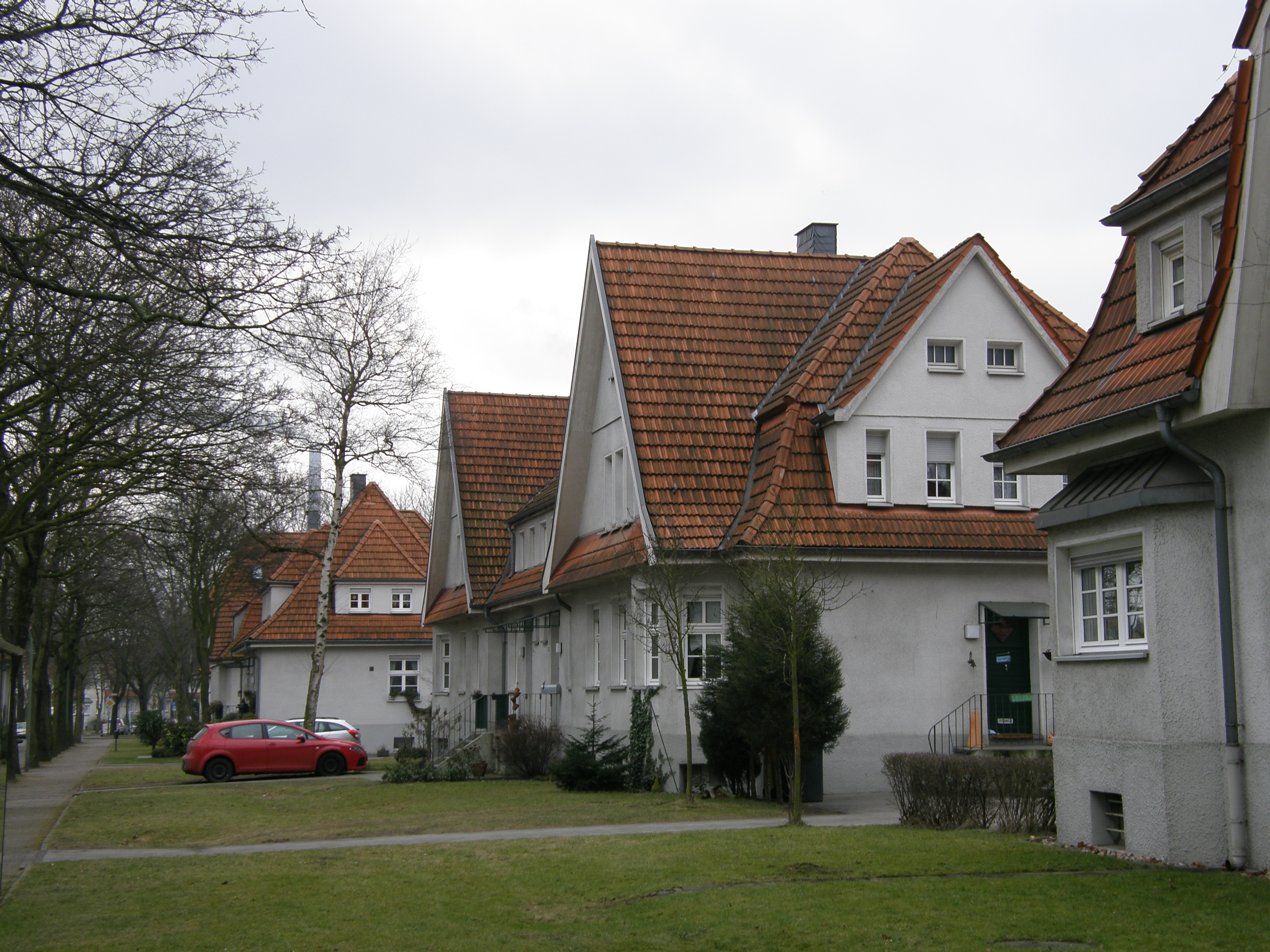
Reihung der Häuser mit offenen Vorgärten